# Tanpopo
Tanpopo (タンポポ? lit. „păpădie”) a fost o trupă formată doar din fete și a fost primul sub-grup oficial al trupei Morning Musume. Formată în anul 1998, trupa a lansat mai multe single-uri și două albume; în prezent trupa nu mai este activă. Melodia lor de debut Last Kiss a fost folosită în anime-ul Sorcerous Stabber Orphen.

## Membri

### Prima generație
- Aya Ishiguro
- Kaori Iida
- Mari Yaguchi

### A două generație
- Kaori Iida
- Mari Yaguchi
- Rika Ishikawa
- Ai Kago

### A treia generație
- Rika Ishikawa
- Asami Konno
- Risa Niigaki
- Ayumi Shibata

### Revival (Tanpopo #)
- Eri Kamei
- Aika Mitsui
- Yurina Kumai
- Chisato Okai

## Discografie

### Albume
- Tanpopo 1
- All of Tanpopo

### Single-uri
- Last Kiss
- Motto
- Tanpopo
- Seinaru Kane ga Hibiku Yoru
- Otome Pasta ni Kando
- Koi o Shichaimashita!
- Oujisama to Yuki no Yoru
- Be Happy Koi no Yajirobee

### DVD-uri
- Tanpopo Single V Clips 1

## Media

### Photobook-uri
- Tanpopo Photobook

### Radio
- Tanpopo Hatake de Tsukamaete
- Tanpopo no Konya mo Mankai
- Tanpopo Henshuubu Oh-So-Ro!